# L'Opinion économique et financière

L'Opinion économique et financière était un journal financier parisien créé en 1945, quotidien puis hebdomadaire, qui a fusionné en 1975 avec l'hebdomadaire La Vie française.

## Histoire
Fondée en 1945, L'Opinion économique et financière a repris le fonds de commerce et l'activité du quotidien Le Pour et le Contre, créé en 1890 au 178 rue Montmartre et boulevard Poissonnière 2e arrondissement de Paris, dans le quartier de la Bourse et de la presse, appelé aussi République du Croissant.
Le titre est édité par la Société d'éditions financières, économiques et politiques (Sefep), appartenant au gérant de portefeuille Roger Giquel qui est par ailleurs directeur de l'hebdomadaire financier Fortune française et édite aussi le magazine Le Capital. Peu après la guerre, il compte dans sa rédaction Marcel Giuglaris journaliste et écrivain français spécialiste du Japon et de l'Extrême-Orient.
L'Opinion économique et financière fusionne avec la Vie française en 1975, cette dernière ayant été vendue par le groupe Hachette en 1974. Cette fusion réunit alors les deux titres leaders de l'époque.
Une partie de l'équipe part alors fonder l'hebdomadaire concurrent Investir. Après avoir souffert de la création du mensuel Le Revenu en 1968 et de Mieux vivre votre argent en 1979, La Vie française  nouvelle formule, résultant de la fusion avec L'Opinion, est rachetée en 1979 par un de ses journalistes, Bruno Bertez. Le titre L'Opinion survit seulement comme nom de la holding de Bruno Bertez qui chapeaute les trois titres qu'il revend en 1987 au Groupe Expansion qui finit par fusionner les trois titres La Vie Française, La Semaine économique, politique et financière, et L'Opinion économique et financière sous la seule marque La Vie Financière.